# Ectropis devecta
Ectropis devecta là một loài bướm đêm trong họ Geometridae.